# بادي باسيت
بادي باسيت (ني ثورب 15 يوليو 1918 - 20 يوليو 2019)، عالمة زراعة نيوزيلندية. تخرجت من كلية ماسي الزراعية في عام 1941 لتصبح أول امرأة تتخرج من تلك المؤسسة. كانت باسيت أيضًا واحدة من أول طالبتين تم قبولهما في كلية كانتربري الزراعية (تسمى اليوم جامعة لينكولن).